# 64 Андромеды
64 Андромеды (лат. 64 Andromedae, HD 14770) — одиночная звезда в созвездии Андромеды на расстоянии приблизительно 419 световых лет (около 129 парсеков) от Солнца. Видимая звёздная величина звезды — +5,291. Возраст звезды определён как около 350 млн лет.

## Характеристики
64 Андромеды — жёлтый гигант спектрального класса G8III. Масса — около 3,12 солнечных, радиус — около 15,9 солнечных, светимость — около 135,6 солнечных. Эффективная температура — около 4944 K.